# BBA EL 71
Die Baureihe EL 71 des Betriebes für Bergbauausrüstungen Aue (BBA) bezeichnet eine Akkumulatorlokomotive, die von 1971 bis 1989 gebaut wurde. Sie wurde für die Bergbaubetriebe der SDAG Wismut gebaut.

## Entwicklung
Die EL 71 ist eine um zwei weitere Akkutender verlängerte EL 61 mit der B 660. Hintergrund für die Entwicklung war, bei gleichen Einsatzbedingungen eine Leistungssteigerung zu erreichen. Beim Bau der EL 71 wurden sowohl Loks der Baureihe EL 61 wie auch der Baureihe B 660 verwendet. Deshalb gibt es unterschiedliche Maße und Daten, ohne dass es unterschiedliche Typbezeichnungen gibt.

## Konstruktive Merkmale

### Mechanik
Die vier Antriebseinheiten besaßen einen Außenrahmen, der die tragende Konstruktion darstellte. Der Führerstand war als Sänfte zwischen den Akkutendern aufgehängt. Ausgeführt wurde er mit einem geschweißten Rahmen. Als Feststellbremse verfügte die Lok über eine Handspindelbremse. Die Bremskraft wurde über Seilzug auf die Antriebseinheiten übertragen.

### Elektrik
Angetrieben wurde jede der acht Achsen mit einem Tatzlagerfahrmotor. Die vier Akkus sowie die beiden Gleichstrom-Reihenschlussmotoren in einem Tender sind in Reihe geschaltet. Beim Anfahren werden die beiden Motorgruppen über Widerstände zunächst in Reihe und dann parallel geschaltet. Mit dem Nockenfahrschalter können die Fahr- und Bremsstufen ausgewählt werden.